# Рантасалми
Рантасалми (на фински Rantasalmi) е град и община в Югоизточна Финландия. Разположен е на брега на езерото Хаукивеси. Градът е основан през 1578 г. На около 40 km югоизточно от Рантасалми е град Савонлина, а на около 44 km на север град Варкаус. Население 4053 жители по данни от преброяването на 31 март 2010 г.

## Личности
Родени
- Елиел Сааринен (1873-1950), финландски архитект